# Rainbow (Kalifornija)
Rainbow je naseljeno područje za statističke svrhe u američkoj saveznoj državi Kalifornija. Prema popisu stanovništva iz 2010. u njemu je živjelo 1.832 stanovnika.